# 31584 Emaparker
31584 Emaparker è un asteroide della fascia principale. Scoperto nel 1999, presenta un'orbita caratterizzata da un semiasse maggiore pari a 2,3837131 UA e da un'eccentricità di 0,0573253, inclinata di 7,50410° rispetto all'eclittica.